# Diócesis de Huehuetenango
La diócesis de Huehuetenango (en latín: Dioecesis Gerontopolitana) es una circunscripción eclesiástica de la Iglesia católica en Guatemala. Se trata de una diócesis latina, sufragánea de la arquidiócesis de Los Altos Quetzaltenango-Totonicapán. Desde el 14 de mayo de 2012 su obispo es Álvaro Leonel Ramazzini Imeri.

## Territorio y organización
La diócesis tiene 7400 km² y extiende su jurisdicción sobre los fieles católicos de rito latino residentes en el departamento de Huehuetenango.
La sede de la diócesis se encuentra en la ciudad de Huehuetenango, en donde se halla la Catedral de la Inmaculada Concepción.
En 2021 en la diócesis existían 30 parroquias.

## Historia
La prelatura territorial de Huehuetenango fue erigida el 22 de julio de 1961 con la bula Laeto auspicio del papa Juan XXIII, obteniendo el territorio de la diócesis de San Marcos. Originalmente fue sufragánea de la arquidiócesis de Guatemala.
El 23 de diciembre de 1967 la prelatura territorial fue elevada a diócesis con la bula Solet Apostolica del papa Pablo VI.
El 13 de febrero de 1996 pasó a formar parte de la provincia eclesiástica de la arquidiócesis de Los Altos, Quetzaltenango-Totonicapán.

## Estadísticas
Según el Anuario Pontificio 2022 la diócesis tenía a fines de 2021 un total de 877 870 fieles bautizados.
| Año                                                                             | Población            | Población | Población      | Sacerdotes | Sacerdotes    | Sacerdotes    | Bautizados por sacerdote | Diáconos permanentes | Religiosos | Religiosos | Parroquias |
| Año                                                                             | Bautizados católicos | Total     | % de católicos | Total      | Clero secular | Clero regular | Bautizados por sacerdote | Diáconos permanentes | Varones    | Mujeres    | Parroquias |
| ------------------------------------------------------------------------------- | -------------------- | --------- | -------------- | ---------- | ------------- | ------------- | ------------------------ | -------------------- | ---------- | ---------- | ---------- |
| 1966                                                                            | 300 000              | 310 000   | 96.8           | 38         | 1             | 37            | 7894                     |                      | 13         | 65         | 22         |
| 1970                                                                            | 308 000              | 349 352   | 88.2           | 33         | 5             | 28            | 9333                     |                      | 37         | 75         | 20         |
| 1976                                                                            | 325 000              | 368 807   | 88.1           | 24         | 6             | 18            | 13 541                   |                      | 27         | 59         | 20         |
| 1980                                                                            | 351 000              | 397 800   | 88.2           | 27         | 12            | 15            | 13 000                   |                      | 25         | 58         | 20         |
| 1990                                                                            | 420 000              | 525 000   | 80.0           | 15         | 10            | 5             | 28 000                   |                      | 12         | 57         | 19         |
| 1999                                                                            | 508 065              | 714 379   | 71.1           | 20         | 18            | 2             | 25 403                   |                      | 7          | 57         | 31         |
| 2000                                                                            | 524 895              | 731 209   | 71.8           | 20         | 18            | 2             | 26 244                   |                      | 6          | 59         | 31         |
| 2001                                                                            | 544 091              | 750 405   | 72.5           | 20         | 19            | 1             | 27 204                   |                      | 5          | 57         | 31         |
| 2002                                                                            | 547 778              | 754 092   | 72.6           | 21         | 20            | 1             | 26 084                   |                      | 5          | 50         | 31         |
| 2003                                                                            | 565 832              | 772 146   | 73.3           | 22         | 21            | 1             | 25 719                   |                      | 5          | 50         | 31         |
| 2004                                                                            | 583 390              | 772 146   | 75.6           | 23         | 21            | 2             | 25 364                   |                      | 6          | 44         | 31         |
| 2006                                                                            | 615 895              | 822 209   | 74.9           | 26         | 24            | 2             | 23 688                   |                      | 6          | 44         | 31         |
| 2010                                                                            | 690 519              | 896 833   | 77.0           | 27         | 25            | 2             | 25 574                   |                      | 6          | 45         | 31         |
| 2013                                                                            | 734 015              | 1 005 500 | 73.0           | 24         | 24            |               | 30 583                   | 4                    | 5          | 57         | 30         |
| 2016                                                                            | 922 900              | 1 265 000 | 73.0           | 29         | 29            |               | 31 824                   |                      | 6          | 59         | 30         |
| 2019                                                                            | 812 830              | 1 354 700 | 60.0           | 31         | 31            |               | 26 220                   |                      | 3          | 72         | 30         |
| 2021                                                                            | 877 870              | 1 371 676 | 64.0           | 32         | 31            | 1             | 27 433                   |                      | 4          | 72         | 30         |
| Fuente: Catholic-Hierarchy, que a su vez toma los datos del Anuario Pontificio. |                      |           |                |            |               |               |                          |                      |            |            |            |

## Episcopologio
- Hugo Mark Gerbermann, M.M. † (8 de agosto de 1961-22 de julio de 1975 renunció)
- Victor Hugo Martínez Contreras † (20 de septiembre de 1975-4 de abril de 1987 nombrado obispo de Quetzaltenango)
- Julio Amílcar Bethancourt Fioravanti † (10 de marzo de 1988-27 de abril de 1996 nombrado obispo de Santa Rosa de Lima)
- Rodolfo Francisco Bobadilla Mata, C.M. † (28 de septiembre de 1996-14 de mayo de 2012 retirado)
- Álvaro Leonel Ramazzini Imeri, desde el 14 de mayo de 2012